# IC 1029
IC 1029 је спирална галаксија у сазвјежђу Волар која се налази на листи објеката дубоког неба у Индекс каталогу.
Деклинација објекта је + 49° 54' 16" а ректасцензија 14h 32m 27,2s. Привидна величина (магнитуда) објекта IC 1029 износи 12,9 а фотографска магнитуда 13,7. Налази се на удаљености од 40,767 милиона парсека од Сунца. IC 1029 је још познат и под ознакама UGC 9361, MCG 8-26-42, CGCG 248-2, CGCG 247-41, IRAS 14307+5007, PGC 51955.